# 3-varietà

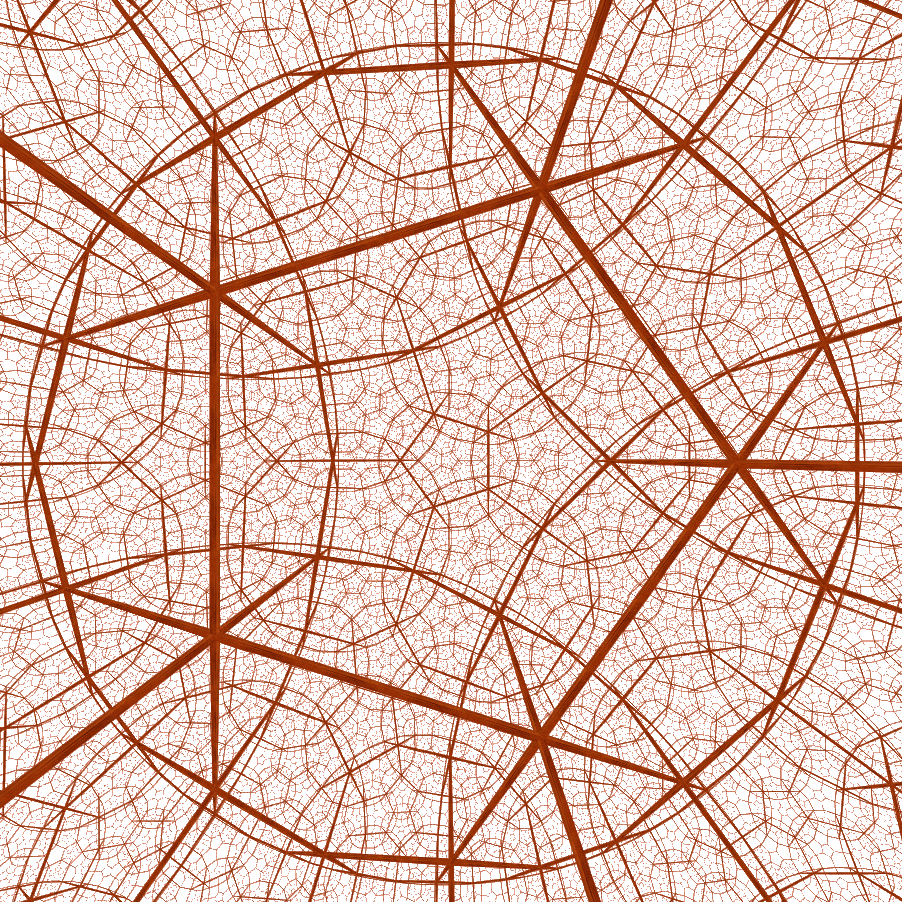
Una 3-varietà iperbolica vista dall'interno.

In geometria, una 3-varietà è una varietà differenziabile di dimensione 3. Informalmente, si tratta di un "possibile universo": uno spazio con 3 dimensioni che è localmente simile allo spazio tridimensionale come è percepito dall'essere umano, la cui struttura globale può però essere molto differente e di difficile intuizione.
Lo studio delle 3-varietà è un ramo importante della topologia della dimensione bassa. Ha forti connessioni con la teoria dei nodi e la geometria iperbolica. Gli strumenti usati nello studio delle 3-varietà sono molteplici: tra questi, il gruppo fondamentale (che cattura gran parte della struttura della varietà), lo studio delle superfici (in particolare le superfici incompressibili) e la geometria iperbolica.

## Definizione
Una 3-varietà è una varietà differenziabile oppure topologica di dimensione 3. L'aggettivo "topologica" o "differenziabile" è usato, quando necessario, per specificare di quale varietà si tratta; in verità, la differenza fra le due nozioni in dimensione 3 è minima: una varietà differenziabile è anche topologica (questo è valido in tutte le dimensioni), e viceversa ogni varietà topologica può essere dotata di un'unica struttura differenziabile a meno di diffeomorfismo (questo è valido solo in dimensione 2 e 3). Per questo motivo, l'aggettivo è generalmente omesso.
Analogamente, una 3-varietà con bordo è una varietà con bordo di dimensione 3. Spesso anche una 3-varietà con bordo è chiamata semplicemente 3-varietà.

## Esempi

### Dentro lo spazio euclideo
Lo spazio euclideo {\displaystyle \mathbb {R} ^{3}} è una 3-varietà. Ogni sottoinsieme aperto dello spazio euclideo è anch'esso una 3-varietà. Ad esempio, la palla
{\displaystyle B^{3}=\{(x,y,z)\in \mathbb {R} ^{3}:x^{2}+y^{2}+z^{2}<1\}}
oppure il complementare di un nodo.
Lo spazio tridimensionale contiene anche molte 3-varietà con bordo. Ad esempio, il disco chiuso
{\displaystyle D^{3}=\{(x,y,z)\in \mathbb {R} ^{3}:x^{2}+y^{2}+z^{2}\leq 1\}}
il cui bordo è la sfera bidimensionale
{\displaystyle S^{2}=\{(x,y,z)\in \mathbb {R} ^{3}:x^{2}+y^{2}+z^{2}=1\}}

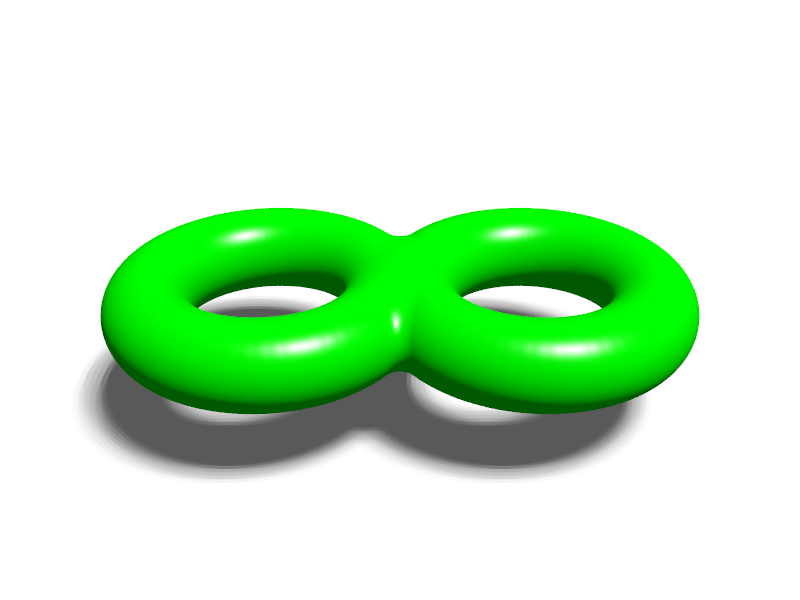
Un corpo con manici di genere 2.

oppure il toro solido, il cui bordo è il toro. Più in generale, un corpo con manici, il cui bordo è una superficie orientabile di genere arbitrario.
Lo spazio euclideo non contiene però varietà chiuse, cioè compatte e senza bordo.

### Sfera
La 3-varietà più semplice che non sia contenuta nello spazio euclideo è la sfera tridimensionale (a volte chiamata ipersfera)
{\displaystyle S^{3}={\big \{}(x_{1},x_{2},x_{3},x_{4})\in \mathbb {R} ^{4}\ |\ x_{1}^{2}+x_{2}^{2}+x_{3}^{2}+x_{4}^{2}=1{\big \}}.}
Si tratta di una 3-varietà chiusa semplicemente connessa.

### Spazi lenticolari
Gli spazi lenticolari sono le 3-varietà chiuse aventi gruppo fondamentale più semplice. Lo spazio lenticolare {\displaystyle L(p,q)} è una 3-varietà definita come spazio quoziente di {\displaystyle S^{3}} tramite un'azione del gruppo ciclico {\displaystyle \mathbb {Z} /p\mathbb {Z} }. Lo spazio è definito per ogni coppia di interi coprimi {\displaystyle (p,q)}. Si tratta di una varietà chiusa, il cui gruppo fondamentale è {\displaystyle \mathbb {Z} /p\mathbb {Z} }.
Per {\displaystyle p=1} la 3-varietà è la sfera {\displaystyle S^{3}}, mentre per {\displaystyle p=2} si tratta dello spazio proiettivo reale tridimensionale {\displaystyle \mathbb {P} ^{3}(\mathbb {R} )}.

### Toro
Un'altra 3-varietà che generalizza varietà di dimensione inferiore è il toro tridimensionale
{\displaystyle S^{1}\times S^{1}\times S^{1}.}
Il suo gruppo fondamentale è {\displaystyle \mathbb {Z} \times \mathbb {Z} \times \mathbb {Z} }. Più in generale, il prodotto di una superficie con la circonferenza {\displaystyle S^{1}} è una 3-varietà con gruppo fondamentale infinito.

## Visualizzazione
Una superficie può essere agevolmente visualizzata tramite un disegno, e se è orientabile può essere descritta interamente all'interno dello spazio tridimensionale. Inoltre è descritta a meno di omeomorfismo semplicemente dal suo genere.
Descrivere e visualizzare una 3-varietà è più difficile. Non esiste una semplice generalizzazione della nozione di genere, che possa classificarle agevolmente. Esistono quindi varie tecniche per costruire e descrivere completamente una 3-varietà.

### Triangolazione
Ogni 3-varietà compatta ammette una triangolazione. Può quindi essere descritta in modo combinatorio, da una lista di dati che descrivono i tetraedri e i modi in cui le facce triangolari di questi sono identificate a coppie. Questa descrizione combinatoria è stata usata a partire dagli anni ottanta in vari programmi al computer.

### Chirurgia di Dehn
Un link in {\displaystyle \mathbb {R} ^{3}} (più precisamente, in {\displaystyle S^{3}}), in cui ogni componente ha un numero razionale assegnato, descrive una 3-varietà. Questa è la varietà ottenuta tramite chirurgia di Dehn effettuata sul link: la chirurgia consiste nel rimuovere attorno ad ogni componente del link un toro solido, ottenuto "ingrassando" lievemente la componente (il toro solido è un piccolo intorno tubolare di questa), e rincollare il toro solido lungo una mappa differente. La scelta della mappa dipende dal numero razionale.

### Diagramma di Heegaard
Ogni 3-varietà è ottenibile incollando due corpi con manici {\displaystyle H_{1}} e {\displaystyle H_{2}} aventi lo stesso genere lungo il bordo, tramite un omeomorfismo
{\displaystyle \psi \colon \partial H_{1}\to \partial H_{2}.}
Questa costruzione è detta decomposizione di Heegaard. La decomposizione può essere descritta disegnando {\displaystyle H_{1}} e specificando sul suo bordo alcune curve che bordano un disco all'interno di {\displaystyle H_{2}}.

## Decomposizione e geometrizzazione
Per il teorema di uniformizzazione di Riemann, ogni superficie ammette una struttura di varietà riemanniana completa con curvatura sezionale costante +1, 0 o -1. Ogni superficie ha quindi una struttura di varietà ellittica, piatta o iperbolica completa.
Una analoga uniformizzazione esiste anche per le 3-varietà: congetturata da William Thurston all'inizio degli anni ottanta, è stata dimostrata da Grigori Perelman nel 2002. La geometrizzazione di Thurston asserisce che ogni 3-varietà si decompone lungo sfere e tori in pezzi che ammettono una metrica omogenea. La decomposizione lungo sfere e tori, nota già negli anni settanta, consiste nel teorema di Kneser-Milnor per la somma connessa (le sfere) e nella decomposizione JSJ (i tori).

### Lungo sfere
La decomposizione lungo sfere è enunciata dal teorema di Kneser-Milnor. Il teorema asserisce che il comportamento delle 3-varietà rispetto all'operazione di somma connessa è simile al comportamento dei numeri interi rispetto al prodotto: si tratta in effetti dell'analogo del teorema fondamentale dell'algebra.
Il teorema asserisce che ogni 3-varietà orientabile e chiusa {\displaystyle M} ammette un'unica scrittura come somma connessa
{\displaystyle M=M_{1}\#\ldots \#M_{k}}
di varietà {\displaystyle M_{i}} prime, cioè varietà che non si scrivono a loro volta come somma connessa non banale.

### Lungo tori
La decomposizione lungo tori è nota con il nome di decomposizione JSJ, dal nome dei matematici Jaco, Shalen e Johannson che l'hanno descritta negli anni 70. Ogni 3-varietà prima contiene un insieme di tori incompressibili disgiunti {\displaystyle T_{1},\ldots ,T_{h}}, con la proprietà che
1. ogni altro toro incompressibile è disgiunto da questi dopo una opportuna isotopia,
2. L'insieme è massimale rispetto alla proprietà 1.

### Geometrizzazione
I tori della decomposizione JSJ separano una varietà prima {\displaystyle M} in tanti blocchi. Ciascun blocco è una varietà compatta, il cui bordo è unione di tori disgiunti. La congettura di geometrizzazione di Thurston asserisce che la parte interna di ciascuno di questi blocchi ammette una metrica riemanniana omogenea. Esistono in dimensione tre 8 tipi metriche riemanniane di questo tipo: 3 di queste sono la geometrie ellittica, piatta e iperbolica.

### Congettura di Poincaré
La congettura di Poincaré è un caso particolare della congettura di Thurston, ed è quindi stata dimostrata anch'essa da Perelman nel 2002. La congettura asserisce che {\displaystyle S^{3}} è l'unica 3-varietà chiusa semplicemente connessa.

### Esempi

#### Ellittiche
Le 3-varietà chiuse ellittiche sono precisamente tutte le 3-varietà con gruppo fondamentale finito. Tra queste, la sfera, lo spazio proiettivo, e più generalmente ogni spazio lenticolare. Più in generale, una tale varietà è ottenuta come quoziente di {\displaystyle S^{3}} tramite un gruppo di isometrie di {\displaystyle S^{3}} che agisce in modo libero e propriamente discontinuo. Il gruppo delle isometrie di {\displaystyle S^{3}} è il gruppo ortogonale speciale {\displaystyle SO(4)}, e tutti i suoi sottogruppi di questo tipo sono stati classificati da John Milnor negli anni sessanta.

#### Iperboliche
Lo studio delle 3-varietà iperboliche, emerso con i lavori di Thurston a partire dalla fine anni settanta, è considerato di gran lunga più interessante fra i matematici. Fra le 8 geometrie omogenee, quella iperbolica si mostra infatti come la più ricca. Mentre le varietà della altre 7 geometrie sono già state classificate dagli anni cinquanta, non esiste ancora una classificazione soddisfacente delle varietà iperboliche.
Una 3-varietà iperbolica è ottenuta come quoziente dello spazio iperbolico {\displaystyle \mathbb {H} ^{3}} tramite un gruppo di isometrie che agisce in modo libero e propriamente discontinuo. Il gruppo delle isometrie che preservano l'orientazione di {\displaystyle \mathbb {H} ^{3}} è isomorfo al gruppo delle trasformazioni di Möbius, un gruppo importante in analisi complessa e geometria proiettiva.

#### Piatte
La varietà {\displaystyle S^{1}\times S^{1}\times S^{1}} ammette (come ogni prodotto di un numero arbitrario di circonferenze) una struttura di varietà piatta; è ottenuta quozientando lo spazio euclideo {\displaystyle \mathbb {R} ^{3}} tramite il gruppo di isometrie dato dalle traslazioni intere sui tre assi.

#### Altre geometrie
La varietà {\displaystyle \Sigma \times S^{1}} ottenuta come prodotto di una superficie {\displaystyle \Sigma } di genere maggiore di uno e di una circonferenza ammette una delle 5 metriche omogenee rimanenti.